# La Serena (Badajoz)
La Serena, oficialmente Mancomunidad de Municipios de La Serena, es una mancomunidad integral de la comunidad autónoma de Extremadura (España), situada en el este de la provincia de Badajoz. Queda enmarcada al norte por las Vegas Altas del río Guadiana, al este y al sur por el río Zújar y al oeste por el río Guadámez, ambos afluentes de aquel. Aquí se encuentra el embalse de La Serena, el mayor de España.

## Historia
La mancomunidad tiene sus orígenes en el Partido de La Serena creado por la Orden de Alcántara tras la conquista de la zona a los musulmanes en la primera mitad del siglo XIII. Varias de las poblaciones de la comarca tienen origen presuntamente musulmán: Zalamea y Benquerencia son algunos ejemplos. En toda la comarca pueden encontrarse abundantes restos romanos mientras que la actual Cabeza del Buey se fundó en el siglo XIV, bien avanzada la Reconquista.
La parte original del Partido de La Serena estaba asignada al priorato de Magacela (con Magacela, Villanueva de la Serena, La Haba, La Coronada, Campanario, Quintana y La Guarda); más tarde se fundaría el priorato de Zalamea (con Zalamea, Valle de la Serena e Higuera de la Serena). Por último las comunidades de Benquerencia (con Benquerencia, Castuera, Esparragosa de la Serena, Malpartida y Monterrubio) y las comunidades de la Sierra de Lares (con Esparragosa de Lares, Galizuela, Sancti-Spíritus y Cabeza del Buey).
Todo este territorio fue incorporado a la Corona por Real Cédula de 17 de septiembre de 1734, pasando a constituir la Real Dehesa de la Serena, en la que se censaban unas 200.000 ovejas merinas. A finales del siglo XVIII este extenso estado fue adquirido de la Corona a título oneroso por Manuel Godoy, valido de Carlos IV, con su jurisdicción y demás derechos y regalías. Pero tras la caída de Godoy en 1808, el rey Fernando VII ordenó la confiscación de sus bienes, volviendo la Dehesa de la Serena al patrimonio real.
El territorio fue dividido en el siglo XIX en dos partidos judiciales: Castuera y Villanueva de la Serena.
Se cree que Magacela es la Contosolia romana y sobre el núcleo actual de población, otea el desparramado castillo alcantarino, otrora residencia del prior. A finales del siglo XV, el priorato trasladó su sede a Villanueva, donde el último maestre de la orden, Juan de Zúñiga, mando construir un palacio (remodelado en numerosas ocasiones y hoy convento de clausura) en la calle de San Benito, cerca de la plaza principal.
Durante la guerra civil española, este territorio se mantuvo dentro de la zona republicana hasta que la llamada "bolsa de La Serena" cayó en el verano de 1938. No obstante una contraofensiva del Ejército Popular a finales de agosto de 1938 consiguió recuperar parte de la zona perdida estabilizándose el frente a lo largo de la línea de ferrocarril Cabeza del Buey, Castuera y el arroyo Guadalefra. La última gran batalla de la Guerra Civil, la llamada batalla de Peñarroya, fue consecuencia del intento del Ejército Popular de ocupar Monterrubio y Cabeza del Buey con el objetivo último de dividir en dos la zona sublevada. Sin embargo la resistencia tenaz de algunas unidades del Ejército de Franco (como por ejemplo la del Tercio de Navarra) contribuyeron a frustrar esta última ofensiva.
El Plan Badajoz llevado a cabo en la década de 1960 transformó la economía de la parte de la comarca por la que transcurría el río Guadiana, fomentando su diferenciación respecto de lo que tradicionalmente se había conocido como la Serena. La importancia que adquirió el cultivo de regadío ligado al Guadiana hizo que la zona comenzase a conocerse como las Vegas Altas del Guadiana. Cuando a partir de los años 80 empiezan a crearse mancomunidades voluntarias de municipios, las Vegas Altas y La Serena emprenderían caminos diferenciados, que hoy se plasman en la existencia de las mancomunidades de La Serena-Vegas Altas y La Serena.
El origen de la actual mancomunidad de la Serena se encuentra en la antigua mancomunidad de Aguas del Zújar, creada en el año 1981. Los municipios de la comarca se unieron para garantizar el servicio de abastecimiento de agua potable y saneamiento. En el momento de su constitución, la mancomunidad estaba formada por nueve municipios: Benquerencia de la Serena, Castuera, Esparragosa de la Serena, Higuera de la Serena, Malpartida de la Serena, Monterrubio de la Serena, Quintana de la Serena, Valle de la  Serena y Zalamea de la Serena. Poco después se incorporó Cabeza del Buey.
En el año 1989 se modificaron los estatutos de la mancomunidad para dotarla de más competencias y se le cambió el nombre por el de Mancomunidad de Municipios de la Serena. A la política relacionada con el agua se añadieron competencias en el ámbito de la conservación y mejora de las infraestructuras viales. A partir del año 1995 se dotó a la mancomunidad de una estructura propia y de un personal estable. Fue entonces cuando pasaron a formar parte de la mancomunidad los municipios de Capilla, Peñalsordo y Zarza Capilla.
En el año 2006 se aprobaron los últimos estatutos de la mancomunidad, con el fin de convertirla en una mancomunidad integral. Se ampliaron de nuevo sus competencias y se establecieron métodos más democráticos de elección de cargos y toma de decisiones.

## Gobierno y política
El actual presidente de la mancomunidad es Raimundo Dávila Fortuna , alcalde de Quintana de la Serena por el PSOE. ">«Jesús Martin Torres, alcalde de Monterrubio, nuevo presidente de la Mancomunidad de Municipios de La Serena». Hoy. 13 de agosto de 2019. Consultado el 2 de mayo de 2022.</ref>
|  | 2019-2023 | Jesús Martín Torres | PSOE | Monterrubio de la Serena |  |

## Organización territorial
La mancomunidad está formada por trece municipios:
| Municipio                 | Población | Superficie | Densidad |
| ------------------------- | --------- | ---------- | -------- |
| Benquerencia de la Serena | 979       | 405.2      | 9,52     |
| Cabeza del Buey           | 5.065     | 475        | 11,58    |
| Capilla                   | 190       | 147        | 1,29     |
| Castuera                  | 6.652     | 432        | 15,40    |
| Esparragosa de la Serena  | 1.094     | 21,7       | 50,41    |
| Higuera de la Serena      | 1.049     | 71,1       | 14,75    |
| Malpartida de la Serena   | 676       | 26,3       | 25,70    |
| Monterrubio de la Serena  | 2.724     | 314,9      | 8,65     |
| Peñalsordo                | 1.235     | 47,3       | 26,28    |
| Quintana de la Serena     | 4762      | 115,3      | 44,35    |
| Valle de la Serena        | 1.431     | 121,4      | 11,79    |
| Zalamea de la Serena      | 3.978     | 245,8      | 16,18    |
| Zarza Capilla             | 417       | 92         | 4,53     |

## Geografía
El paisaje de la comarca de La Serena está definido por la monotonía de la amplia penillanura, de unos 400 m de altitud media, desarrollada sobre pizarras silíceas, en la que los únicos relieves de cierta importancia que se observan son los originados por erosión diferencial en los crestones de cuarcitas paleozoicas y en los berrocales graníticos; estas rocas al ser más resistentes a los procesos erosivos destacan en forma de sierras de escasa altitud.

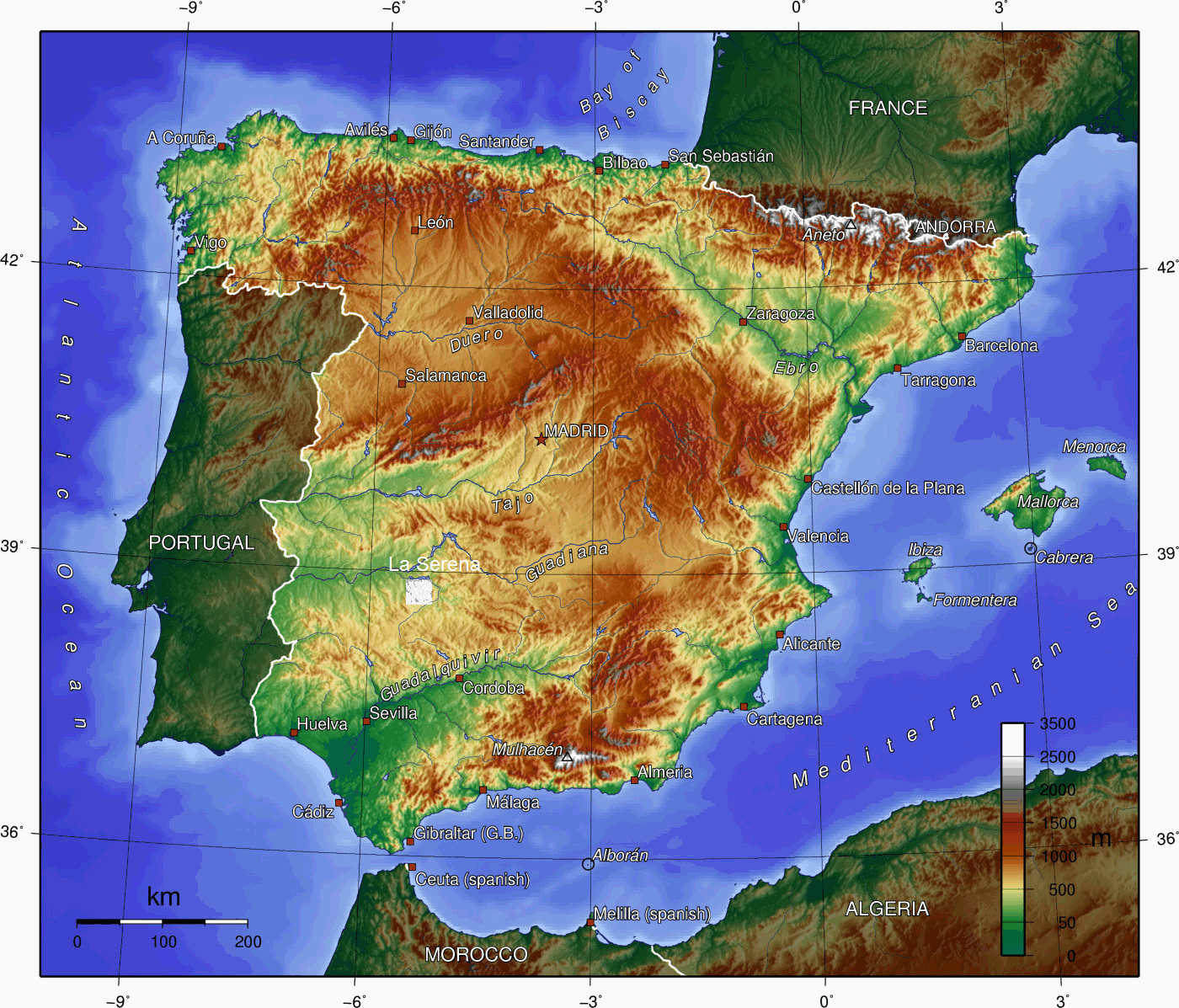
Comarca de La Serena, marcada en el cuadrante sudoeste de la Península ibérica.

Solamente en las laderas de las sierras se desarrolla el monte alto constituido esencialmente por encinas, así como un monte bajo mediterráneo de jaras, tomillos y retamas. Típicamente, la llanura tiene como vegetación pastizales, con escaso arbolado, debido a la deforestación realizada en el pasado por el hombre.
Deben destacarse también los rellanos de monte bajo, situados en las inmediaciones de las alineaciones montañosas cuarcíticas, cubiertas en otra épocas por el matorral espontáneo y hoy aprovechadas con plantaciones de olivos y algunos árboles frutales.
Quizá por metonimia, se produjo un cambio semántico y a este terreno desarbolado y alomado, con esporádicas encinas y matorales, se ha dado en llamar dehesa; pues en su origen dehesa viene de defensa, por la protección o restricciones normativas que un páramo como este debía tener (Cfr. DRAE: Dehesa - (Del lat. defensa, defendida, acotada). 1. f. Tierra generalmente acotada y por lo común destinada a pastos. )

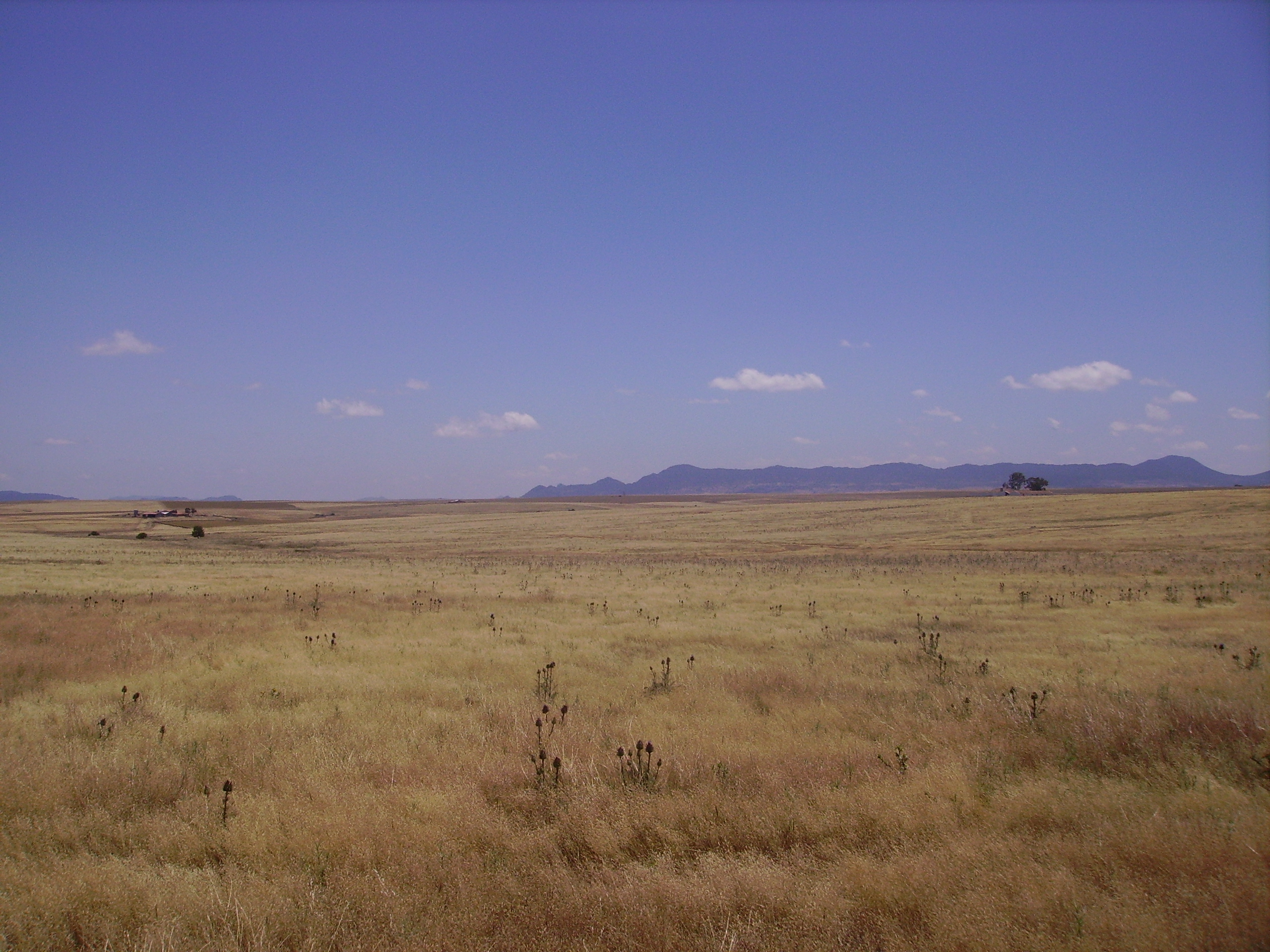
Paisaje de la Serena.

La penillanura pizarrosa de La Serena queda limitada al sureste por el sinclinal cuarcítico de las sierras de Tiros y del Torozo, que en forma de arco se extiende entre Castuera y Capilla con altitudes medias de unos 800 m.
Al este aparece un sustrato granítico que alcanza las vegas del Guadiana por Don Benito. Estos granitos se encuentran superficialmente enrasados con el nivel general de la penillanura y por ello forman parte igualmente del sustrato rocoso de esta comarca.
El sureoeste de la comarca está delimitado por las sierras cuarcíticas de los Argallanes (700 m), Sierra de La Lapa (545 m) y de la Ortiga (660 m), a cuyo Sur discurre el río Guadámez, que es el extremo meridional de la comarca.
Finalmente, al sur se encuentra la depresión terciaria del Guadiana, rellena de materiales arcillosos que dan origen a una amplia llanura, levemente alomada y algo abarrancada en las inmediaciones del río.

### Fauna y flora
Los pastizales de La Serena albergan una gran variedad de aves como la cigüeña común, el aguilucho cenizo, el cernícalo, la avutarda, el sisón, el alcaraván, la canastera, la ortega, la ganga común o ibérica y la carraca.
Siendo una de las principales reservas de invernada de la grulla común y la avefría.

## Infraestructura

### Transportes
La Serena cuenta con una red de carreteras autonómicas que comunican sus poblaciones entre sí y la comarca con las vecinas, a la vez que con las provincias de Ciudad Real y Córdoba.
Las principales vías son:
- EX-104  que atraviesa la comarca de oeste a este. Proviene de Villanueva de la Serena y pasa por La Coronada, Campanario, Castuera, Benquerencia de la Serena, La Nava, Helechal, Almorchón y Cabeza del Buey, continuando hacia el límite provincial con Córdoba.

- EX-103  que atraviesa la parte oeste de la comarca de norte a sur. Proviene de Puebla de Alcocer y pasa por Castuera, Malpartida de la Serena y Higuera de la Serena, continuando por la comarca de Campiña Sur hacia Llerena donde acaba, conectando con la   N-432 , futura Autovía  A-81 .
- EX-111 que parte de la EX-103, en Zalamea de la Serena y termina en la N-432, futura Autovía A-81, en Azuaga. Es una de las salidas naturales hacia la Campiña Sur y la provincia de Córdoba

- EX-115  que atraviesa la parte oeste de la comarca de norte a sur. Proviene de la   N-430  en Navalvillar de Pela y pasa por Campanario para acabar en Quintana de la Serena.

Otras vías de la comarca:
- EX-323 , de Cabeza del Buey a límite de provincia de Ciudad Real pasando por Zarza Capilla, Peñalsordo y Capilla antes de atravesar el Embalse de La Serena.

Además, dos de las tres opciones barajadas para la construcción de la Autovía  A-43 , Extremadura - Comunidad Valenciana, atraviesan la comarca.
El corredor Centro seguiría más o menos el trazado de la actual   EX-104 , pero una vez pasado Cabeza del Buey, tirar hacia Peñalsordo y buscar entrar en Ciudad Real para conectar con Almadén, donde está confirmado que se unirá la parte extremeña de esta autovía con el resto del trazado.
El corredor Sur es prácticamente igual, pero en vez de pasar junto a Don Benito y Villanueva de la Serena, lo haría más al sur, cerca de Guareña, siguiendo hasta Castuera desde donde seguiría el mismo recorrido que el corredor Centro.
El corredor Norte seguiría el trazado de la actual   N-430 , por lo que no pasaría por la comarca.
El Ministerio de Fomento ya se ha decantado por la opción Centro, estando pendiente de pasar la declaración de impacto ambiental por el Ministerio de Medio Ambiente.

## Embalses
En contraste con la aridez tradicional, desde mediados del siglo XX destacan tres grandes embalses: Orellana, Zújar y La Serena; el primero sobre el río Guadiana y los dos últimos sobre el río Zújar. Se cuentan 23.000 ha cubiertas por agua; 300 km de red fluvial, una media de 3.000 hm³ de agua embalsada y más de 1.500 km de costa interior.
El embalse de Orellana, sobre el río Guadiana, tiene una capacidad máxima de 807,91 hm³. Sobre el río Zújar se construyó primero el Embalse del Zújar, de 301,9 hm³. El Embalse de La Serena, construido entre 1985 y 1990, tiene una capacidad máxima de 3.232,75 hm³ y una superficie inundada de 13.929 ha; lo que lo hace el segundo mayor embalse de la península ibérica y el tercero de toda Europa tras el embalse de Alqueva (Portugal) y Kremasta (Grecia).
Esta nueva imagen fluvial trajo una abundante fauna acuática como las tencas y la carpas, que hacen las delicias de los aficionados a la pesca. Los ornitólogos encuentran auténticas joyas como el águila pescadora, el martín pescador, la espátula, los patos cuchara y colorado, el martinete, gaviotas, somormujo lavanco y el cormorán grande.

## Economía

### Aprovechamientos ganaderos
Es una zona fundamentalmente ganadera, con una gran tradición de ganado lanar de raza merina. Esta raza  es celebérrima por la finura de su lana y la adecuación de su leche para la elaboración de queso fino y puro de leche de oveja, muy valorado en la actualidad. Igualmente, de sus encinares se alimentan piaras de porcino que sustentan la chacinería extremeña.

### Producción de aceite de oliva
En la zona situada más al sur, especialmente dentro del triángulo Monterrubio de la Serena, Benquerencia de la Serena y Cabeza del Buey, la vegetación es más abundante con matas y arbolado entre lomas. Hay una notable producción de aceite de oliva, que goza de Denominación de Origen como Aceite Monterrubio. Este apreciado aceite se produce en una extensión de unas 20.000 ha. Los olivos injertados sobre acebuches, son de las variedades Cornezuelo y Picual.

## Organización actual y demografía
En la comarca de La Serena confluyen dos partidos judiciales, Castuera y Villanueva de la Serena, con una población (censo de 2008) de 77.387 habitantes.
El territorio del partido de Castuera es menos denso (31.646 habitantes en 2008). Las localidades dentro de la comarca que lo componen son Benquerencia de la Serena (979 habitantes), Cabeza del Buey (5.499 habitantes), Capilla (190 habitantes), Castuera (6.652 habitantes), La Haba (1381 habitantes), Esparragosa de la Serena (1.094 habitantes), Higuera de la Serena (1.049 habitantes), Malpartida de la Serena (676 habitantes), Monterrubio de la Serena (2.724 habitantes), Peñalsordo (1.235 habitantes), Quintana de la Serena (5.113 habitantes), Valle de la Serena (1.431 habitantes), Zalamea de la Serena (3.978 habitantes) y Zarza Capilla (417 habitantes).
Además, está dentro del Partido Judicial pero no pertenece a la comarca Peraleda del Zaucejo (609 habitantes).
El territorio del partido de Villanueva de la Serena es el más poblado (45.741 habitantes en 2008). Las localidades de la comarca que lo componen son Campanario (5.429 habitantes), La Coronada (2.238 habitantes) y Magacela (629 habitantes).
Además, están dentro del Partido Judicial pero no pertenecen a la comarca Acedera (833 habitantes), Navalvillar de Pela, (4.826 habitantes), Orellana de la Sierra (314 habitantes), Orellana la Vieja (3.034 habitantes), Villanueva de la Serena (25.576 habitantes) y Villar de Rena (1.479 habitantes).
Sucintamente cabe entender que el territorio de Castuera procede del Priorato de Zalamea y las comunidades de Benquerencia y de Lares (si bien, Esparragosa de Lares con Galizuela y Sancti-Spíritus son hoy del partido colindante de Herrera del Duque en la llamada Siberia Extremeña. Por otro lado, Villanueva de la Serena se formó con las villas y lugares del Priorato de Magacela y las poblaciones ribereñas del Guadiana que no eran inicialmente de la Serena como Orellana la Vieja y Orellana de la Sierra, procedentes del Señorío de su nombre ligado a Trujillo, igual que Navalvillar de Pela. También ribereños son Villar de Rena, antiguamente del Condado de Medellín y Acedera, y Los Guadalperales de creación más reciente.
Villanueva de la Serena, aunque conserva el apelativo dejó de pertenecer con el tiempo a la comarca y ahora pertenece a la comarca de Vegas Altas.

## Hijos ilustres
Entre los personajes de la comarca, destacan en el mundo de la cultura, Zalamea de la Serena, pueblo inmortalizado por Calderón de la Barca en su drama de El alcalde de Zalamea y donde se supone escribió Nebrija la primera gramática de la lengua española, cuando estuvo residiendo en la corte maestral de Don Juan de Zúñiga, último Gran Maestre de la Orden de Alcántara. Valle de la Serena es la cuna de Juan Donoso Cortés y en Campanario nació el novelista Reyes Huertas.
En Cabeza del Buey vino al mundo el clérigo Diego Muñoz-Torrero, diputado por Extremadura en la Cortes de Cádiz de 1812. También es caputbovense la Sierva de Dios Teresa (en el siglo Jacinta) Romero Balmaseda, concepcionista franciscana, fallecida en loor de santidad en 1910 como abadesa del Convento de las Madres Concepcionistas de Hinojosa del Duque (Córdoba).
Hijo de la villa de Cabeza del Buey fue uno de los participantes en las Cortes de Cádiz en 1812, que promulgaron la primera constitución española; este hombre fue el político y sacerdote Don Diego Muñoz-Torrero.
Se discute el lugar de nacimiento de Pedro de Valdivia, el conquistador de Chile que dio la orden de fundar la ciudad chilena de La Serena en 1543 o 1544. En Villanueva, frente al ayuntamiento, tiene el conquistador una altanera estatua, pero en Castuera está la casa blasonada de los Valdivia. Testimonio de coetáneos, también le hace natural de Campanario o Zalamea de la Serena.
Natural de Castuera es el científico Ventura de los Reyes Prósper, nacido el 31 de mayo de 1863 y fallecido en Madrid el 27 de noviembre de 1922. Fue reconocido internacionalmente tanto como naturalista como matemático y luchó por modernizar la enseñanza de las ciencias en la Educación Media.
Zarza Capilla, entre Capilla y Peñalsordo, es municipio de origen de David y José Muñoz, componentes de grupo Estopa.